# استبيان النتائج المبلغة من المريض
استبيان النتائج المبلغة من المريض (بالإنجليزية: Patient Reported Outcome)‏ أو (PRO) هو نوع من الاستبيانات المستخدمة في التجارب السريرية أو الممارسات السريرية (الاكلينكية) بشكل عام حيث يتم جمع الردود عليها من قبل المرضى.